# ジェル (すとぷり)
ジェル（1996年7月28日 - ）は、日本の男性活動者、YouTuber。6人組エンタメユニットすとぷりのメンバー。

## 来歴
1996年7月28日、大阪府で誕生。2015年11月1日、活動を開始。同月にTwitterを開設し、同年12月20日にYouTube公式チャンネルを開設する。ななもり。に勧誘され、2016年6月4日よりすとぷりとしての活動を開始。
2019年4月10日、Twitterに45秒の「遠井さん」の作品を投稿。以降「遠井さん」はジェルがアフレコ、企画、脚本、動画編集をすべて手がける「オリジナル動画アニメシリーズ」として展開。
アルバム「Believe」の発売を記念して、2021年2月27日に初の3Dモデルでの生配信ライブが開催された。誕生日である2021年7月28日にもバーチャルライブ「ジェル “Birthdayばーちゃるらいぶ”」を開催。
2022年7月28日、誕生日を記念して、初のオフィシャルブックとなる『ジェルめもりー』を発売。
2022年8月12日、同月27日と28日にベルーナドームで行われる全国ドームツアー「すとろべりーめもりー Vol.Next!!!!」の最終公演をもって、無期限活動休止することを発表。家庭内での問題やインターネット上の誹謗中傷による精神的な問題が理由であるとしている。
2023年7月28日、誕生日に初の「遠井さん」のオフィシャルファンブック『遠井さんファンブック』を発売。
2024年1月27日、ななもり。とともにすとぷりに復帰し、6人で活動していくことを発表。同年12月6日にジェルが手掛ける『遠井さんと学ぶ中学英単語1001』を、24日に「遠井さん」シリーズ初の小説『遠井さんは青春したい！-って言ったら青春ロマンス部のツッコミ役にされたんだけど何この学園コメディ-』を発売。2025年1月、「遠井さん」がアニメ映画化されることが発表され、『遠井さんは青春したい！『バカとスマホとロマンスと』』のタイトルで同年7月18日に公開。また、同作は漫画化もされている。

## 人物
すとぷりのメンバーでオレンジ担当。血液型はA型。大阪府出身で兄と姉がいる。公式ペアはななもり。×ジェル（ななジェル）。さとみ、ななもり。と共に3人で大人組と呼ばれている。
グループ活動のほかには、オリジナル曲の投稿、動画配信サイト（ツイキャス、YouTube）での生放送などで活動している。他のメンバー同様、サブチャンネルも所持している。

## ディスコグラフィ

### ミュージックビデオ

#### 個人の楽曲
| 公開年 | タイトル                                                   | 制作者                   |
| ------ | ---------------------------------------------------------- | ------------------------ |
| 2018年 | 「ポーカーダンス」                                         | えるいー、白湯           |
| 2019年 | 「Always」                                                 | 古論                     |
| 2019年 | 「JUMP AND FLY」                                           | 葉桜ちおり、御子柴りょう |
| 2020年 | 「帝都群青」                                               | R Sound Design           |
| 2021年 | 「黒のユートピア」（実写MV）                               | Keiji Tomita             |
| 2021年 | 「あなたに告げる始まりの音」                               | 利波雷、nanao            |
| 2021年 | 「虚」                                                     | 檀上大空                 |
| 2023年 | 「遠い未来まで恋をして（feat. 遠井さんと愉快な仲間たち）」 | えるいー、桐谷           |
| 2024年 | 「星のない夜は」                                           | Ao、一条                 |

#### ボーカロイド楽曲
| 公開年 | タイトル               | 作詞・作曲 | 編曲            | 制作者            | 歌唱     |
| ------ | ---------------------- | ---------- | --------------- | ----------------- | -------- |
| 2017年 | 「Sコート」            | ジェル     | Johnson Vincent | 莉犬              | 初音ミク |
| 2017年 | 「自癒ン愛」           | ジェル     | Johnson Vincent |                   | 初音ミク |
| 2017年 | 「ユーモアチャンス！」 | ジェル     | ヨーダ          | 利波 雷、べにちる | GUMI     |

### 参加作品
| リリース       | タイトル                | アーティスト | 規格品番  | 参加楽曲 |
| -------------- | ----------------------- | ------------ | --------- | --- |
| 2018年7月11日  | りめんばー              | ななもり。   | STPR-0001 | 9.存在SHOW明 (ななもり。×ジェル)                                                                             |
| 2019年3月27日  | すとろべりーすたーと    | すとぷり     | STPR-1000 | 3.非リアドリーム妄想中！ (ななもり。×ジェル)                                                                 |
| 2019年7月3日   | すとろべりーらぶっ!     | すとぷり     | STPR-1001 | 5.キングオブ受動態 (ななもり。×さとみ×ジェル)                                                                |
| 2020年1月15日  | すとろべりーねくすとっ! | すとぷり     | STPR-1006 | 7.忍恋 (ななもり。×ジェル) 10.脳内ピエロ (ななもり。×ジェル×さとみ)                                          |
| 2020年11月11日 | Strawberry Prince       | すとぷり     | STPR-1009 | 7.ドラマチックのアンチ (ななもり。×さとみ×ジェル) 16.スピール (ななもり。×ジェル) 1.シャルル (原曲:バルーン) |

## 出演
テレビアニメ声優
- 妖怪学園Y 〜Nとの遭遇〜（2020年、博野ハルキ[38]、科学シャーマン）

劇場アニメ声優
- 遠井さんは青春したい！『バカとスマホとロマンスと』（ジェル、遠井あかね[39]）

ゲーム声優
- 妖怪学園Y 〜ワイワイ学園生活〜（2020年、博野ハルキ、科学シャーマン）

ラジオ
- ミューコミプラス（2019年8月27日放送[40]、2021年2月16日放送[41]、ニッポン放送、STVラジオ）- ゲスト出演
- ミュージックライン（2021年2月26日放送、NHK-FM)　- ゲスト出演

## 著書
- 『ジェルめもりー』（企画・プロデュース：すとぷり、著：ジェル、STPR BOOKS、2022年7月28日初版発行（同日発売[12]）、ISBN 978-4-8456-3762-1）
- 『遠井さん オフィシャルファンブック』（企画・プロデュース：ななもり。、著：ジェル×ななもり。、STPR BOOKS、2023年7月28日初版発行（同日発売[15]）、ISBN 978-4-911129-00-5）